# Campionato europeo maschile under 17 di calcio 2022
Il campionato europeo di calcio Under-17 2022 è stata la 19ª edizione del torneo organizzato dalla UEFA.
La fase finale si è disputata in Israele dal 16 maggio al 1º giugno 2022. Sono state ammesse alla fase finale 16 squadre, e al torneo hanno potuto partecipare solo i giocatori nati dopo il 1º gennaio 2005.

## Squadre qualificate
Al torneo si sono qualificate 16 squadre di cui una qualificata d'ufficio poiché nazione ospitante.
| Squadra     | Metodo di qualificazione   | Partecipazioni | Ultima partecipazione | Miglior risultato                  |
| ----------- | -------------------------- | -------------- | --------------------- | ---------------------------------- |
| Israele     | Nazione ospitante          | 4              | 2018                  | Fase a gironi (2003, 2005, 2018)   |
| Paesi Bassi | Vincitore del gruppo 1     | 14             | 2019                  | Vincitore (2011, 2012, 2018, 2019) |
| Danimarca   | Vincitore del gruppo 2     | 6              | 2018                  | Semifinali (2011)                  |
| Germania    | Vincitore del gruppo 3     | 13             | 2019                  | Vincitore (2009)                   |
| Spagna      | Vincitore del gruppo 4     | 14             | 2019                  | Vincitore (2007, 2008, 2017)       |
| Francia     | Vincitore del gruppo 5     | 13             | 2019                  | Vincitore (2004, 2015)             |
| Italia      | Vincitore del gruppo 6     | 10             | 2019                  | Secondo posto (2013, 2018, 2019)   |
| Serbia      | Vincitore del gruppo 7     | 8              | 2018                  | Quarti di Finale (2002)            |
| Portogallo  | Vincitore del gruppo 8     | 9              | 2019                  | Vincitore (2003, 2016)             |
| Svezia      | Secondo posto nel gruppo 2 | 5              | 2019                  | Semifinali (2013)                  |
| Scozia      | Secondo posto nel gruppo 3 | 6              | 2017                  | Semifinali (2014)                  |
| Belgio      | Secondo posto nel gruppo 4 | 8              | 2019                  | Semifinali (2007, 2015, 2018)      |
| Lussemburgo | Secondo posto nel gruppo 5 | 2              | 2006                  | Fase a gironi (2006)               |
| Polonia     | Secondo posto nel gruppo 6 | 3              | 2012                  | Semifinali (2012)                  |
| Turchia     | Secondo posto nel gruppo 7 | 8              | 2017                  | Vincitore (2005)                   |
| Bulgaria    | Secondo posto nel gruppo 8 | 2              | 2015                  | Fase a gironi (2015)               |

## Città e stadi
Il torneo è stato ospitato in cinque sedi
| Netanya                                      | Netanya Rishon LeZion Ness Ziona Lidda Ramat Gan | Rishon LeZion                                |
| -------------------------------------------- | ------------------------------------------------ | -------------------------------------------- |
| Stadio Netanya                               | Netanya Rishon LeZion Ness Ziona Lidda Ramat Gan | Haberfeld Stadium                            |
| Capacità: 13,610                             | Netanya Rishon LeZion Ness Ziona Lidda Ramat Gan | Capacità: 6,000                              |
| 2 quarti di finale, 2 semifinali & finale    | Netanya Rishon LeZion Ness Ziona Lidda Ramat Gan | 1 quarto di finale e 6 partite fase a gironi |
|                                              | Netanya Rishon LeZion Ness Ziona Lidda Ramat Gan |                                              |
| Ness Ziona                                   | Lidda                                            | Ramat Gan                                    |
| Ness Ziona Stadium                           | Lod Municipal Stadium                            | Stadio Ramat Gan                             |
| Capacità: 3,500                              | Capacità: 3,000                                  | Capacità: 13,370                             |
|                                              |                                                  |                                              |
| 1 quarto di finale e 6 partite fase a gironi | 6 partite fase a gironi                          | 6 partite fase a gironi                      |

## Regolamento
Il torneo prevede 16 squadre partecipanti divise in 4 gironi all'italiana di 4 squadre ciascuno, che si affronteranno in partite da 90 minuti (due tempi da 45) più eventuale recupero. Le prime due classificate di ogni girone (determinate, nell'ordine, da: punti, scontri diretti, differenza-reti, reti segnate e sorteggio) accederanno alla fase ad eliminazione diretta, composta da quarti, semifinale e finale: in caso di pareggio, dopo i tempi regolamentari, si procederà a 5 tiri di rigore per squadra e, in caso di ulteriore pareggio, si continuerà con i tiri a oltranza.

## Fase a gironi

### Gruppo A

#### Classifica
| Pos. | Squadra     | Pt | G | V | N | P | GF | GS | DR |
| ---- | ----------- | -- | - | - | - | - | -- | -- | -- |
| 1.   | Germania    | 9  | 3 | 3 | 0 | 0 | 9  | 2  | +7 |
| 2.   | Italia      | 6  | 3 | 2 | 0 | 1 | 4  | 3  | +1 |
| 3.   | Israele     | 3  | 3 | 1 | 0 | 2 | 3  | 4  | -1 |
| 4.   | Lussemburgo | 0  | 3 | 0 | 0 | 3 | 0  | 7  | -7 |

| Arbitro: | Delajod |

|                      |           |                                       |
| Bruno 44’ Bolzan 48’ | Marcatori | 24’ Bischof 27’ Wanner 56’ Pejčinović |

| Arbitro: | Chivulete |

|                             |           |  |
| Yusopove 78’, 82’ Zoabi 87’ | Marcatori |  |

| Arbitro: | Stojčevski |

|                                      |           |  |
| Weiper 7’ Ulrich 27’ Ibrahimović 70’ | Marcatori |  |

| Arbitro: | Chiochirca |

|  |           |              |
|  | Marcatori | 75’ Esposito |

| Arbitro: | Bel |

|                              |           |  |
| Weiper 59’ Raebiger 64’, 67’ | Marcatori |  |

| Arbitro: | Owen |

|  |           |                      |
|  | Marcatori | 25’ (rig.) Di Maggio |

### Gruppo B

#### Classifica
| Pos. | Squadra     | Pt | G | V | N | P | GF | GS | DR |
| ---- | ----------- | -- | - | - | - | - | -- | -- | -- |
| 1.   | Paesi Bassi | 9  | 3 | 3 | 0 | 0 | 8  | 3  | +5 |
| 2.   | Francia     | 6  | 3 | 2 | 0 | 1 | 11 | 4  | +7 |
| 3.   | Polonia     | 1  | 3 | 0 | 1 | 2 | 3  | 9  | -6 |
| 4.   | Bulgaria    | 1  | 3 | 0 | 1 | 2 | 2  | 8  | -6 |

| Arbitro: | Chiochirca |

|                                                             |           |             |
| Doué 6’ (rig.), 15’ Gueguin 27’ Diallo 40’ Tel 64’ Byar 66’ | Marcatori | 74’ Drachal |

| Arbitro: | Stojčevski |

|              |           |                                          |
| Georgiev 10’ | Marcatori | 30’ Misehouy 60’ Babadi 90+1’ Van Duiven |

| Arbitro: | Jónasson |

|                                   |           |             |
| Huijsen 51’ (rig.) Boerhout 90+3’ | Marcatori | 88’ Guercio |

| Arbitro: | Chivulete |

|                                       |           |  |
| Tel 29’, 44’ Aiki 86’ Zaïre-Emery 89’ | Marcatori |  |

| Arbitro: | Nalbandyan |

|                                               |           |            |
| Huijsen 76’ (rig.) Milambo 81’ Boerhout 90+4’ | Marcatori | 13’ Diallo |

| Arbitro: | Chiochirca |

|               |           |             |
| Sławiński 47’ | Marcatori | 83’ Traykov |

### Gruppo C

#### Classifica
| Pos. | Squadra | Pt | G | V | N | P | GF | GS | DR |
| ---- | ------- | -- | - | - | - | - | -- | -- | -- |
| 1.   | Spagna  | 7  | 3 | 2 | 1 | 0 | 5  | 1  | +4 |
| 2.   | Serbia  | 5  | 3 | 1 | 2 | 0 | 4  | 3  | +1 |
| 3.   | Belgio  | 4  | 3 | 1 | 1 | 1 | 4  | 4  | 0  |
| 4.   | Turchia | 0  | 3 | 0 | 0 | 3 | 2  | 7  | -5 |

| Arbitro: | Jónasson |

|                      |           |                    |
| Milošević 88’ (rig.) | Marcatori | 17’ Idumbo-Muzambo |

| Arbitro: | Bel |

|  |           |                         |
|  | Marcatori | Rodríguez 41’ Bravo 53’ |

| Arbitro: | Owen |

|                           |           |          |
| Šljivić 17’ Milošević 52’ | Marcatori | 43’ Uzun |

| Arbitro: | Nalbandyan |

|                     |           |  |
| Boñar 12’ Bravo 45’ | Marcatori |  |

| Arbitro: | Delajod |

|           |           |                      |
| Mella 76’ | Marcatori | 88’ (rig.) Milošević |

| Arbitro: | Chivulete |

|                                                  |           |          |
| Idumbo-Muzambo 62’ (rig.) Spileers 73’ Talbi 77’ | Marcatori | 76’ Uzun |

### Gruppo D

#### Classifica
| Pos. | Squadra    | Pt | G | V | N | P | GF | GS | DR |
| ---- | ---------- | -- | - | - | - | - | -- | -- | -- |
| 1.   | Danimarca  | 6  | 3 | 2 | 0 | 1 | 7  | 4  | +3 |
| 2.   | Portogallo | 6  | 3 | 2 | 0 | 1 | 10 | 6  | +4 |
| 3.   | Svezia     | 6  | 3 | 2 | 0 | 1 | 5  | 5  | 0  |
| 4.   | Scozia     | 0  | 3 | 0 | 0 | 3 | 2  | 9  | -7 |

| Arbitro: | Nalbandyan |

|            |           |                      |
| Sahsah 59’ | Marcatori | 3’ (rig.), 24’ Kanga |

| Arbitro: | Owen |

|               |           |                                                                 |
| Mackenzie 62’ | Marcatori | 8’ Lima 26’ Rodrigues 37’ (rig.) Veloso 69’ Moreira 73’ Ribeiro |

| Arbitro: | Bel |

|                                                |           |            |
| Simmelhack 33’ Mackenzie 47’ (aut.) Jensen 71’ | Marcatori | 35’ Wilson |

| Arbitro: | Delajod |

|                                           |           |                          |
| Ribeiro 32’ Veloso 37’, 60’ Moreira 45+1’ | Marcatori | 7’ Kanga 80’ De Oliveira |

| Arbitro: | Stojčevski |

|          |           |                                                   |
| Lima 30’ | Marcatori | 62’ Nartey 70’ Hansborg-Sørensen 90’ (aut.) Gomes |

| Arbitro: | Jónasson |

|           |           |  |
| Kanga 66’ | Marcatori |  |

## Fase ad eliminazione diretta
|  | Quarti di finale | Quarti di finale | Quarti di finale |             |             | Semifinali  | Semifinali | Semifinali |  |  | Finale | Finale | Finale |  |
|  |                  |                  |                  |             |             |             |            |            |  |  |        |        |        |  |
|  | 1A. Germania     | 1A. Germania     | 1 (3)            |             |             |             |            |            |  |  |        |        |        |  |
|  | 1A. Germania     | 1A. Germania     | 1 (3)            |             |             |             |            |            |  |  |        |        |        |  |
|  | 2B. Francia      | 2B. Francia      | 1 (4)            |             |             |             |            |            |  |  |        |        |        |  |
|  | 2B. Francia      | 2B. Francia      | 1 (4)            |             | Francia     | Francia     | 2 (6)      |            |  |  |        |        |        |  |
|  |                  |                  |                  |             | Francia     | Francia     | 2 (6)      |            |  |  |        |        |        |  |
|  |                  |                  | Portogallo       | Portogallo  | 2 (5)       |             |            |            |  |  |        |        |        |  |
|  | 1C. Spagna       | 1C. Spagna       | Portogallo       | Portogallo  | 2 (5)       | 1           |            |            |  |  |        |        |        |  |
|  | 1C. Spagna       | 1C. Spagna       |                  |             |             |             |            |            |  |  |        |        |        |  |
|  | 2D. Portogallo   | 2D. Portogallo   | 2                |             |             |             |            |            |  |  |        |        |        |  |
|  | 2D. Portogallo   | 2D. Portogallo   | 2                |             | Francia     | Francia     | 2          |            |  |  |        |        |        |  |
|  |                  |                  |                  |             |             |             |            |            |  |  |        |        |        |  |
|  |                  |                  | Paesi Bassi      | Paesi Bassi | 1           |             |            |            |  |  |        |        |        |  |
|  | 1B. Paesi Bassi  | 1B. Paesi Bassi  | Paesi Bassi      | Paesi Bassi | 1           | 2           |            |            |  |  |        |        |        |  |
|  | 1B. Paesi Bassi  | 1B. Paesi Bassi  |                  |             |             |             |            |            |  |  |        |        |        |  |
|  | 2A. Italia       | 2A. Italia       | 1                |             |             |             |            |            |  |  |        |        |        |  |
|  | 2A. Italia       | 2A. Italia       | 1                |             | Paesi Bassi | Paesi Bassi | 2 (5)      |            |  |  |        |        |        |  |
|  |                  |                  |                  |             | Paesi Bassi | Paesi Bassi | 2 (5)      |            |  |  |        |        |        |  |
|  |                  |                  | Serbia           | Serbia      | 2 (3)       |             |            |            |  |  |        |        |        |  |
|  | 1D. Danimarca    | 1D. Danimarca    | Serbia           | Serbia      | 2 (3)       | 1           |            |            |  |  |        |        |        |  |
|  | 1D. Danimarca    | 1D. Danimarca    |                  |             |             |             |            |            |  |  |        |        |        |  |
|  | 2C. Serbia       | 2C. Serbia       | 2                |             |             |             |            |            |  |  |        |        |        |  |

## Quarti di finale
| Arbitro: | Bel |

|                                                              |                      |                                                   |
| Weiper 38’                                                   | Marcatori            | 19’ Saettel                                       |
| Schulz Pejčinović Bischof Ibrahimović Krattenmacher Fritschi | Tiri di rigore 3 – 4 | Zaïre-Emery Byar Atangana Edoa Kabamba Tel Diallo |

| Arbitro: | Delajod |

|                             |           |            |
| Misehouy 27’ Van Duiven 43’ | Marcatori | 64’ Lipani |

| Arbitro: | Chivulete |

|                |           |                        |
| E. Højlund 48’ | Marcatori | 3’ Simić 64’ Milošević |

| Arbitro: | Chiochirca |

|           |           |                          |
| Boñar 17’ | Marcatori | 9’ Moreira 63’ Rodrigues |

## Semifinali
| Arbitro: | Bel |

|                                           |                      |                                                 |
| Zaïre-Emery 8’ Muniz 45+1’ (aut.)         | Marcatori            | 12’ Moreira 20’ Essugo                          |
| Gueguin Diallo Kabamba Byar Tel Bitshiabu | Tiri di rigore 6 – 5 | Gonçalves Muniz Rodrigues Essugo Djaló Mendonça |

| Arbitro: | Nalbandyan |

|                                              |                      |                                        |
| Van Duiven 47’ Slory 73’                     | Marcatori            | 50’ Milošević 55’ Mijatović            |
| Huijsen Van den Heuvel Agougil Kleijn Babadi | Tiri di rigore 5 – 3 | Stanković Radonjić Šljivić Serafimović |

## Finale
| Arbitro: | Chiochirca |

|                  |           |           |
| Kumbedi 58’, 60’ | Marcatori | 48’ Slory |

## Classifica Marcatori

### 5 reti
- Jovan Milošević (2 rig.)

### 4 reti
- Afonso Moreira
- Jardell Kanga (1 rig.)

### 3 reti
- Mathys Tel
- Nelson Weiper

- Jason van Duiven
- João Veloso (1 rig.)

### 2 reti
- Stanis Idumbo-Muzambo (1 rig.)
- Zoumana Diallo
- Désiré Doué (1 rig.)
- Saël Kumbedi
- Warren Zaïre-Emery
- Sidney Raebiger
- Yan Yusopove
- Yoram Boerhout
- Dean Huijsen (2 rig.)

- Gabriel Misehouy
- Jaden Slory
- Ivan Lima
- Rodrigo Ribeiro
- José Rodrigues
- Javier Boñar
- Iker Bravo
- Can Uzun

### 1 rete
- Jorne Spileers
- Chemsdine Talbi
- Martin Georgiev
- Stefan Traykov
- Elias Hansborg-Sørensen
- Emil Højlund
- Markus Jensen
- Noah Nartey
- Noah Sahsah
- Alexander Simmelhack
- Ayman Aiki
- Naim Byar
- Axel Gueguin

- Tom Saettel
- Tom Bischof
- Arijon Ibrahimović
- Dženan Pejčinović
- Laurin Ulrich
- Paul Wanner
- Karem Zoabi
- Alessandro Bolzan
- Kevin Bruno
- Luca Di Maggio (1 rig.)
- Luca Lipani
- Francesco Pio Esposito
- Isaac Babadi

- Antoni Milambo
- Dawid Drachal
- Tommaso Guercio
- Oliwier Sławiński
- Dário Essugo
- Magnus Mackenzie
- Rory Wilson
- Jovan Mijatović
- Jan-Carlo Simić
- Jovan Šljivić
- David Mella
- Dani Rodriguez
- Leonardo de Oliveira

### Autoreti
- Luis Gomes (1 pro  Danimarca)
- João Muniz (1 pro  Francia)

- Magnus Mackenzie (1 pro  Danimarca)